# The God That Never Was
The God That Never Was è un album discografico del gruppo musicale svedese Dismember, pubblicato nel 2006 dalla Regain Records.

## Tracce
1. The God That Never Was – 2:08
2. Shadows of the Mutilated – 3:26
3. Time Heals Nothing – 3:39
4. Autopsy – 3:39
5. Never Forget, Never Forgive – 1:43
6. Trail of the Dead – 3:13
7. Phantoms (Of the Oath) – 3:55
8. Into the Temple of Humiliation – 4:08
9. Blood for Paradise – 2:19
10. Feel the Darkness – 3:39
11. Where No Ghost Is Holy – 3:40

Durata totale: 35:29

## Formazione

### Gruppo
- Matti Kärki - voce
- David Blomqvist - chitarra e basso
- Martin Persson - chitarra e basso
- Fred Estby - batteria

### Altri musicisti
- Peter Wendin - effetti sonori